# Michael Vestergaard Knudsen
Michael Vestergaard Knudsen (Hobro, 4 de septiembre de 1978) es un exjugador de balonmano danés que jugaba como pívot. Su último equipo fue el Bjerringbro-Silkeborg. Fue un componente de la selección de balonmano de Dinamarca.
Quedó en segunda posición en la votación de Jugador del Año de la IHF en el año 2007, únicamente superado por Nikola Karabatić. Con la selección ha logrado ganar el Campeonato Europeo de Balonmano Masculino de 2008.

## Palmarés

### Flensburg
- Liga de Campeones de la EHF (1): 2014
- Supercopa de Europa de Balonmano: 2012

### Bjerringbro-Silkeborg
- Liga danesa de balonmano (1): 2016

## Clubes
- Viborg HK (1997-2002)
- Skjern HB (2002-2004)
- Viborg HK (2004-2005)
- SG Flensburg-Handewitt (2005-2014)
- Bjerringbro-Silkeborg (2014-2020)[2]